# Nagasari
El nagasari es un pastel tradicional javanés al vapor, hecho de harina de arroz, leche de coco y azúcar, relleno de una rodaja de plátano y envuelto en hojas de plátano.

## Etimología
Naga en lengua javanesa significa 'una gran serpiente; un dragón'. Hace referencia a una mítica serpiente verde de la antigua Java que trae la fertilidad a la tierra. La palabra deriva del sánscrito naga. Sari significa 'hermoso; fértil; paciente' o 'semilla; flor'.
Nagasari significa literalmente 'la semilla del dragón' o 'el hermoso dragón'. Dado que el dragón javanés suele representarse como una serpiente verde, el alimento recibe así el color verde.